# Epopterus pictus
Epopterus pictus là một loài bọ cánh cứng trong họ Endomychidae. Loài này được Perty miêu tả khoa học năm 1832.